# 潼關黃金
潼關黃金集團有限公司，簡稱潼關黃金集團和潼關黃金，（英語：Tongguan Gold Group Limited，港交所：0340），是從創富生物科技換取上市。在出售生物科技業務後，現時經營礦業，包括鉬礦開採、茶葉及網絡電視業務等，前身為「中國礦業集團有限公司」。
其中黑龍江礦業業務，主要經營中國主要從事勘探及開採黃金及相關礦物。

## 連結
- tongguangold.com （页面存档备份，存于）